# 約安·富士達
約安·富士達（Joan Fuster i Ortells，加泰隆尼亞語發音：[ʒuˈam fusˈteɾ j oɾˈteʎs]，1922年11月23日—1992年6月21日），已故西班牙作家。他主要寫加泰語文章。1981年曾嘗試自殺但失敗。他曾於1975年獲得加泰語書信獎。